# Mistrzostwa Europy w Saneczkarstwie 1980
27. Mistrzostwa Europy w saneczkarstwie 1980 odbyły się we włoskim Olang. W tym mieście mistrzostwa odbyły się już drugi raz (wcześniej w 1975). Rozegrane zostały trzy konkurencje: jedynki kobiet, jedynki mężczyzn oraz dwójki mężczyzn. W tabeli medalowej najlepsze było NRD.

## Wyniki

### Jedynki kobiet
| Medal | Zawodniczka        | Narodowość | Czas | Strata |
| ----- | ------------------ | ---------- | ---- | ------ |
|       | Melitta Sollmann   | NRD        |      |        |
|       | Marie-Luise Rainer | Włochy     |      |        |
|       | Ilona Brand        | NRD        |      |        |

### Jedynki mężczyzn
| Medal | Zawodnik         | Narodowość | Czas | Strata |
| ----- | ---------------- | ---------- | ---- | ------ |
|       | Karl Brunner     | Włochy     |      |        |
|       | Paul Hildgartner | Włochy     |      |        |
|       | Ernst Haspinger  | Włochy     |      |        |

### Dwójki mężczyzn
| Medal | Zawodnicy                       | Narodowość | Czas | Strata |
| ----- | ------------------------------- | ---------- | ---- | ------ |
|       | Hans Rinn/Norbert Hahn          | NRD        |      |        |
|       | Bernd Hahn/Ulrich Hahn          | NRD        |      |        |
|       | Hans Brandner/Balthasar Schwarm | RFN        |      |        |

## Klasyfikacja medalowa
| Miejsce | Państwo |   |   |   | Razem |
| ------- | ------- | - | - | - | ----- |
| 1.      | NRD     | 2 | 1 | 1 | 4     |
| 2.      | Włochy  | 1 | 2 | 1 | 4     |
| 3.      | RFN     | 0 | 0 | 1 | 1     |